# Halimolobos pubens
Halimolobos pubens là một loài thực vật có hoa trong họ Cải. Loài này được (A. Gray) Al-Shehbaz & C.D. Bailey mô tả khoa học đầu tiên năm 2007.